# Popis hrvatskih veleposlanika u Turkmenistanu
Republika Hrvatska i Turkmenistan održavaju diplomatske odnose od 2. srpnja 1996. Sjedište veleposlanstva je u Ankari.

## Veleposlanici
Hrvatska nema rezidentno veleposlanstvo u Turkmenistanu. 
Veleposlanstvo Republike Hrvatske u Republici Turskoj pokriva Islamsku Republiku Afganistan, Kirgisku Republiku, Republiku Tadžikistan, Turkmenistan i Republiku Uzbekistan.
| Veleposlanik   | Postavljenje     | Opoziv             | Sjedište |
| -------------- | ---------------- | ------------------ | -------- |
| Gordan Bakota  | 27. lipnja 2007. | 31. prosinca 2010. | Ankara   |
| Dražen Hrastić | 11. srpnja 2011. | 31. kolovoza 2015. | Ankara   |

## Vanjske poveznice
- Turkmenistan na stranici MVEP-a